# Dave Dalgliesh
Dave Dalgliesh (ur. 5 kwietnia 1978 w Heemskerk) − holenderski zawodnik mieszanych sztuk walki wagi półciężkiej. Walczył m.in. na galach M-1 Global, It’s Showtime. Fighting Network Rings oraz 2 Hot 2 Handle. Zwycięzca turnieju KSW 10 wagi półciężkiej z 2008 roku.

## Kariera MMA
Dave zadebiutował w formule MMA w 2000 roku. Walczył głównie na mniejszych holenderskich galach. Stoczył przegrane pojedynki z Cheickiem Kongo, Thiago Silvą oraz Mamedem Chalidowem. W 2004 roku na gali  2 Hot 2 Handle znokautował Valentijna Overeema. W lutym 2006, zwyciężył z Turkiem Azizem Karaoglu przez KO.
18 czerwca 2006 na gali 2H2H – Road to Japan wygrał turniej w kat. -103 kg pokonując Niemca Tomka Smykowskiego oraz byłego mistrza Cage Rage, Gruzina Tengiza Tedoradze, obu nokautując. 15 października 2006 roku na kolejnej gali 2H2H, pokonał Łukasza Jurkowskiego przez nokaut.
12 grudnia 2008 roku wygrał turniej na gali KSW 10, zwyciężając kolejno Antony’ego Rea, Aleksandra Radosawljewicza i w finale Petra Ondrusa, wszystkie pojedynki wygrał przed czasem.
Swoją ostatnią walkę przegrał z Michałem Fijałką w 2009 roku na gali Beast of the East w Gdyni.

## Osiągnięcia
- 2002: Mistrz Europy Free-Fight Holland w wadze otwartej[4]
- 2006: 2 Hot 2 Handle: Road to Japan – 1. miejsce w turnieju w kat -100 kg
- 2008: KSW 10 – 1. miejsce w turnieju wagi półciężkiej